# European Journal of Medicinal Chemistry
European Journal of Medicinal Chemistry (skrót: Eur. J. Med. Chem.) to recenzowane czasopismo naukowe publikujące prace z dziedziny chemii medycznej. Ukazuje się od 1966 roku pod tytułem „Chimica Therapeutica” (CHTPBA). Nazwa ta utrzymywała się do 1973 roku, a w 1974 została zmieniona na swój obecny tytuł. Od 1974 do 1981 roku czasopismo posiadało dodatkowo podtytuł: „Chimica Therapeutica”. W latach 1982–1986 podtytuł brzmiał: „Chimie Therapeutique”, wskazując francuskie pochodzenie.
Czasopismo publikuje badania na temat wszystkich aspektów chemii medycznej oraz syntezy organicznej, zachowań biologicznych, aktywności farmakologicznej, projektowania leków, QSAR, modelowania molekularnego, oddziaływań typu lek-receptor, molekularne aspekty metabolizmu leków.
Czasopismo wydawane jest przez wydawnictwo Elsevier.
Impact factor w 2014 roku wynosił 3,447.
ISSN 0223-5234 – wersja elektroniczna
ISSN 0009-4374 – wersja drukowana